# Атентат — Осіннє вбивство в Мюнхені
«Атентат — Осіннє вбивство в Мюнхені» (англ. «Assassination. An Autumn Murder in Munich») — український художній фільм-драма кінорежисера Олеся Янчука. Відзнятий на кіностудії «Олесь-фільм» за сприяння Українського конгресового комітету Америки (УККА) і за участі Національної кіностудії художніх фільмів ім. О. Довженка

## Сюжет
Фільм охоплює період від 1947 року, коли рейдові загони УПА з боями проривались за кордон, і до осені 1959-го, коли у Мюнхені від руки агента КДБ Богдана Сташинського загинув Степан Бандера. Вигнанці й біженці навіть у важких умовах еміграційного життя об'єднувалися, вели просвітницьку, релігійну, громадську й політичну роботу.

## Актори
- Ярослав Мука — Степан Бандера
- Валерій Легін — Орлик
- Орест Огородник — Роман
- Марина Могилевська — Марта
- Юрій Одинокий
- Олесь Санін — Орест
- Микола Боклан — Лемко
- Галина Сулима — Ярослава, дружина Бандери
- Володимир Ткаченко
- Леонід Бакштаєв
- Юрій Муравицький

## Знімальна група
- Оригінальна ідея Олеся Янчука
- Автор сценарію: Василь Портяк
- Режисер-постановник і продюсер: Олесь Янчук
- Оператор-постановник: Василь Бородін
- Художник-постановник: Віталій Шавель
- Композитор: Володимир Гронський
- Монтажер: Наталія Акайомова
- Режисер: Юрій Хоменко
- Оператор: Михайло Кретов
- Звукооператори: Богдан Міхневич, Тетяна Чепуренко
- Художник по костюмах: Валентина Горлань
- Редактор: Олександр Шевченко
- Комбіновані зйомки: Георгій Лемешев, Іван Улицький